# Eschborn-Frankfurt U23
Eschborn-Frankfurt U23 is een eendaagse wielerwedstrijd die jaarlijks op de Dag van de Arbeid (1 mei) in en rond Frankfurt am Main. De wedstrijd werd voor het eerst georganiseerd in 1998 en is de beloftenversie van Eschborn-Frankfurt. Sinds 2009 maakt de wedstrijd deel uit van de UCI Europe Tour, in de categorie 1.2U.

## Lijst van winnaars

### Overwinningen per land
| Overwinningen | Land                          |
| ------------- | ----------------------------- |
| 7             | Duitsland                     |
| 6             | Denemarken                    |
| 3             | Nederland                     |
| 2             | Oostenrijk                    |
| 1             | Australië, Noorwegen, Rusland |

2005 · 
2006 · 
2007 · 
2008 · 
2009 · 
2010 · 
2011 · 
2012 · 
2013 · 
2014 · 
2015 · 
2016 · 
2017 ·
2018 ·
2019 ·
2020 ·
2021 ·
2022 ·
2023 ·
2024 ·
2025
Belangrijkste etappewedstrijden

Internationaal Wegcriterium · Driedaagse Brugge-De Panne · Ronde van de Alpen · Vierdaagse van Duinkerke · Ronde van Beieren · Ronde van Noorwegen · Ronde van België · Ronde van Luxemburg · Ronde van Oostenrijk · Ronde van Wallonië · Ronde van Burgos · Ronde van Denemarken · Arctic Race of Norway · Ronde van Groot-Brittannië
Belangrijkste eendaagse wedstrijden

Trofeo Laigueglia · GP Lugano · GP Nobili Rubinetterie · Dwars door Vlaanderen · Scheldeprijs · Brabantse Pijl · GP Kanton Aargau · Brussels Cycling Classic · GP Fourmies · Primus Classic Impanis-Van Petegem · Ronde van de Drie Valleien · Milaan-Turijn · Ronde van Piemonte · Ronde van het Münsterland · Ronde van Emilia · Parijs-Tours · GP Bruno Beghelli